# محرومیت از دارو
علائم ترک ناگهانی مواد، سندروم محرومیت از دارو، یا سندروم محرومیت از موادّ به گروهی از علائم و نشانه‌ها گفته می‌شود که هنگام قطع ناگهانی یا کاهش مصرف مواد تفریحی یا دارویی (اپیوئیدهای مشتق از تریاک از جمله مورفین و هروئین) پدیدار می‌شوند. خماری و چرت زدن بعد از ۱۲ ساعت پدیدار میشود و با قرص سرترالین ۱۰۰ میلی گرم میشود بر خماری غلبه کرد و میتوان با مکمل های ویتامین ، قرص ب۲ و ب کمپلکس راحتر ترک کرد .

## تریاک و داروهای افیونی

### تظاهرات بالینی
علائم و نشانه های ترک مواد مخدر (بدون دارو) عبارتند از:
- ناراحتی گوارشی: گرفتگی عضلات شکم، اسهال، تهوع و استفراغ
- علائم شبه آنفولانزا: اشک ریزش، آبریزش بینی، استفراغ، لرز و سیخ شدن موهای بدن (برآمدگی‌های پوست غازی).
- برانگیختگی عصب سمپاتیک و سیستم عصبی مرکزی: گشاد شدن مردمک‌ها، افزایش فشار خون خفیف، افزایش تپش قلب، اضطراب و تحریک پذیری، بی خوابی، بی قراری، سندرم پای بی قرار، بی قراری عمومی، لرزش، و در موارد کمتر، درجه حرارت پایین و حساسیت لمسی.
- سایر علائم: خمیازه کشیدن، عطسه، بی اشتهایی، سرگیجه، دردهای عضلانی/مفصلی، و گرفتگی عضلات پا.[۳]

در مجموع علائم شایع ترک شامل: گشاد شدن مردمک‌ها، خمیازه کشیدن، استفراغ، افزایش صداهای روده و سیخ شدن موهای بدن است. وضعیت روانی معمولاً طبیعی است.

### شکل‌های بالینی
دو شکل از سندرم ترک مواد مخدر وجود دارد:
۱- سندرم ترک خودبخودی (spontaneous withdrawal): شایع‌تر است و اغلب تمرکز اصلی داروهای درمان کننده اختلال مصرف مواد بر کنترل عوارض این وضعيت بالینی است. علائم ترک خود به خودی مواد مخدر در ۴ تا ۶ ساعت پس از مصرف آخرین دوز ماده مخدر ظاهر می شود و شدت آن به صورت خطی در طی یک دوره چند روزه قبل از رسیدن به اوج و بهبودی افزایش می یابد. این حالت معمولاً تهدید کننده حیات نیست.
۲- سندرم ترک تسریع شده (precipitated opioid withdrawal): برخلاف ترک خود به خودی که به طور طبیعی پس از یک دوره پرهیز از مواد افیونی بروز می‌کند، علائم ترک تسریع شده از طریق مصرف یک آنتاگونیست مواد افیونی (نالوکسان و نالتروکسان) یا بوپرنورفین (آگونیست نسبی گیرنده mu) در افرادی ظاهر می‌شود که از نظر جسمی به مواد مخدر وابسته هستند یا در فردی که با فاصله کمی از مصرف مخدر داروهای ذکر شده را نیز مصرف کند. برای پیشگیری از ترک تسریع شده توصیه می‌شود بوپرنورفین (قرص B2) فقط باید ۶ تا ۲۴ ساعت پس از آخرین مصرف مواد افیونی یعنی در زمانی که بیمار علائم متوسط سندرم ترک خودبخودی را تجربه می‌کند تجویز می شود. سندرم ترک القا شده با آنتاگونیست‌ها به طور بالقوه تهدید کننده حیات است. سندرم ترک تسریع شده با نالوکسان تا حد زیادی پس از ۱۲۰ دقیقه برطرف می شود.

### درمان
۱- درمان سندرم ترک خودبخودی با آمپول عضلانی متادون به میزان ۱۰ میلی گرم یا ۲۰ میلی گرم قرص خوراکی متادون است. از قرص بوپرنورفین به میزان ۴ تا ۸ میلی گرم زیرزبانی (حداکثر ۲۴ میلی گرم) نیز می‌توان استفاده کرد.
۲- سندرم ترک تسریع شده با بوپرنورفین: درمان شامل دادن دوزهای اضافی بوپرونورفین به بیمار است.
۳- سندرم ترک تسریع شده با نالوکسان و نالتروکسان: کلونیدین، دیازپام، پرومتازین، دیفن هیدرامین، هیدروکسی زین، لوپرامید، استامینوفن، بیسموت، اکتروتاید، باکلوفن و ایبوپروفن گزینه های درمانی هستند. تجویز متادون و بوپرنورفین ممنوع است.